# Sei Ujan-Ujan
Sei Ujan-Ujan is een bestuurslaag in het regentschap Serdang Bedagai van de provincie Noord-Sumatra, Indonesië. Sei Ujan-Ujan telt 830 inwoners (volkstelling 2010).